# 第一次ベララベラ海戦
第一次ベララベラ海戦（だいいちじベララベラかいせん、英語: Battle of Horaniu）は、太平洋戦争中の1943年（昭和18年）8月17日にソロモン諸島のコロンバンガラ島とベララベラ島近海のベラ湾で発生した海戦である。アメリカ軍側の呼称は、ウィキペディア英文版では前記のようにホラニウ海戦としているが、特に記していない資料もある。

## 概要
1943年（昭和18年）8月17日に太平洋戦争におけるニュージョージア島の戦いにおいて、連合軍がコロンバンガラ島を守備する日本軍との交戦を避け、近隣のベララベラ島に上陸作戦を敢行し、飛行場の建設を開始した。
日本軍はベラ湾夜戦で駆逐艦を失ったばかりであり、補助艦艇約20隻（大発動艇、装載艇、漁船改造駆潜特務艇）によるベララベラ島への増援部隊（陸軍2個中隊、海軍陸戦隊約100名）を、第三水雷戦隊(司令官伊集院松治大佐)旗艦「漣」指揮下の駆逐艦4隻に護衛させた。
アメリカ海軍はフレッチャー級駆逐艦4隻で邀撃し、8月17日の夜間水上戦闘に到った。駆逐艦同士の戦闘は引き分けで終わり、日本軍は補助艦艇4隻を失った。
ベララベラ島への輸送作戦は成功したが、ニュージョージア諸島は連合軍により制圧されつつあり、日本軍上層部（大本営陸海軍部、連合艦隊）はすでに中部ソロモン諸島からの撤退を決定していた。
本記事では、第三水雷戦隊が実施した第一次ベララベラ島輸送作戦（8月17日）と、直後に実施されたサンタイサベル島からの撤退作戦（Ｅ作戦、8月26日）についても記述する。

## 背景
7月5日以降のニュージョージア島での戦いでアメリカ軍は、度重なる苦戦や上陸部隊指揮官の入れ替え、可能な限りの予備兵力の投入などを経て、8月5日にはムンダ飛行場の占領に成功。しかし、ニュージョージア島に残っていた日本軍はその後も数週間にわたってアメリカ軍を翻弄し、一部兵力は敵わないと見るやコロンバンガラ島へ逃れて同島の防備隊に加わった。
第3艦隊（南太平洋部隊）司令官ウィリアム・ハルゼー大将やその幕僚たちは、ムンダ占領には一応の満足を示したものの、その経過については極めて不満であり、これ以上ジャングルでの戦闘を重ねるべきではないという考えすら芽生えていた。次の攻略目標はコロンバンガラ島ヴィラ (ソロモン諸島）にある日本軍飛行場であったが、増援が重ねられていたコロンバンガラ島の兵力は相当なものであると見積もられていた。そこでハルゼー大将は、アリューシャン方面の戦いでキスカ島より西方のアッツ島を攻略した先例に倣い、コロンバンガラ島を無視して、その西方にあり防御が手薄なベララベラ島を攻略することに決めた。ハルゼー大将は作戦計画変更のため、南西太平洋方面総司令官ダグラス・マッカーサー大将の下にオーブリー・フィッチ少将を派遣して作戦計画変更の承認を何とか取りつけ、ベララベラ島攻略が正式に決まった。
7月21日、少人数の偵察部隊がベララベラ島に上陸し、南東端バラコマ附近に飛行場適地を発見し、28日に帰還した。
8月15日、セオドア・S・ウィルキンソン少将率いる第三水陸両用部隊は、空母機動部隊および占領したばかりのムンダ飛行場に配備された戦闘機部隊の援護の下、ベララベラ島南端のビロア地区に約6,000名の部隊を上陸させた。揚陸船団は、上陸艇11隻、高速輸送艦（旧式駆逐艦改造）7隻、戦車上陸艦3隻だったという。
ベララベラ島の日本軍の守備隊は海軍陸戦隊100名以下で（75名とも）、上陸地点の地区には配置していなかった。日本軍は基地航空隊による波状攻撃を実施したが、ほとんど戦果はあげられなかった（艦爆8、零戦9喪失）。上陸したアメリカ軍は陣地を構築し、シービーズが飛行場の建設を始めた。やがて、アメリカ軍に対する反撃がないと確信すると、上陸部隊は海岸沿いに二手に分かれて戦線を北上させ、またニュージーランド軍部隊を呼び寄せて戦力の増強を行った。
ベララベラ島上陸は、日本軍の防衛計画を根本から揺るがせることとなった。コロンバンガラ島への兵力増強策が、ブーゲンビル島防衛強化の時間稼ぎにつながっていたものが、ブーゲンビル島と海峡一つ隔てたベララベラ島にアメリカ軍が上陸したことで、ブーゲンビル島やショートランド諸島が直接の脅威に晒される可能性が極めて大きくなった。またベララベラ島の喪失は、中部ソロモン諸島を担当する南東支隊（司令官佐々木登陸軍少将）に対する補給が杜絶することを意味していた。
現地日本軍の外南洋部隊（指揮官鮫島具重海軍中将、第八艦隊司令長官）は即日反撃を決断し、第十七軍（沖兵団、司令官百武晴吉陸軍中将）と協議して陸軍一個大隊を舟艇機動（大発動艇による蟻輸送）で輸送することにした。これを残存水上戦力（重巡鈴谷、増援部隊〈川内、駆逐艦4〉）で護衛し、第一聯合空襲部隊が支援する。
ところが第十七軍を指揮する第八方面軍（司令官今村均陸軍中将、ラバウル所在）は「ベララベラ島を奪還するには三～四個大隊が必要で、ブーゲンビル島の防備が犠牲になる。連合軍はベララベラ島に拠点を築いており、いまさら一個大隊を投入しても反撃の成功の成算はない」「ブインからコロンバンガラ島に到る各基地に少数の陸戦隊を配備し、増強確保の手段が必要である（ベララベラ島ホラニウ基地を含む）」として正面から反対した。外南洋部隊を指揮する南東方面部隊（指揮官草鹿任一海軍中将、南東方面艦隊司令長官/第十一航空艦隊司令長官）も、第八方面軍に同調した。一方でベララベラ島の陥落はブーゲンビル島南部の制空権喪失を意味しており、南東方面艦隊は苦慮することになった。
ベララベラ島への増援兵力は一挙に減らされ、ブインで待機していた第六師団（司令官神田正種中将）所属の見上大隊（見上喜三郎陸軍大尉）より一部部隊を抽出し、舟艇機動によりベララベラ島ホラニウ基地に派遣することになった。また日本海軍も海軍陸戦隊約150名を派遣することに決定した。

## 参加艦艇

### 日本海軍
- 夜戦部隊[41][42]
  - 第7駆逐隊：吹雪型駆逐艦漣（第三水雷戦隊司令官伊集院松治大佐座乗）
  - 第17駆逐隊（駆逐隊司令宮嵜俊男大佐）：陽炎型駆逐艦浜風、陽炎型駆逐艦磯風
  - 第27駆逐隊（駆逐隊司令原為一大佐）：白露型駆逐艦時雨
- 輸送部隊

警戒隊：艦載水雷艇1隻、武装大発2隻、第5号駆潜特務艇、第12号駆潜特務艇、陸軍装甲艇1隻（九〇式五糎七戦車砲装備）
輸送隊：艦載水雷艇3隻、陸軍大発10隻、海軍大発3隻
陸軍290名、海軍陸戦隊150名

### アメリカ海軍
- 第41駆逐群：指揮官トーマス・J・ライアン大佐[45]
  - フレッチャー級駆逐艦ニコラス、オバノン、テイラー、シャヴァリア

## 戦闘経過
作戦実施にあたり、第三水雷戦隊司令官伊集院松治大佐は川内型軽巡洋艦川内から吹雪型駆逐艦漣（第7駆逐隊）に移乗し、漣に将旗を掲げた。川内はラバウルからブーゲンビル島ブインへの輸送作戦（第19防空隊450名、資材130トン）に従事した。
8月17日午前3時、伊集院指揮下の駆逐艦4隻（漣、浜風、磯風、時雨）はラバウルを出撃した。ブーゲンビル島の東を通ってベララベラ島近海へと向かう。
輸送隊のうち海軍側部隊は同日午前7時にブインを出撃、輸送梯団は同日午前10時30分にエレベンタ（ブイン北方）を出撃した。21時ごろに夜戦部隊と輸送部隊はベララベラ島北東海面で合同するが、夜戦部隊はこの少し前に夜間爆撃を受けたものの撃退した。輸送部隊は順調にホラニウに向かい、8月18日0100ごろには入泊可能と判断された。
輸送部隊がホラニウに向かっている頃の22時32分、漣（第三水雷戦隊旗艦）はベラ湾の方向約15,000メートル先に「ポートランド級重巡洋艦あるいはアトランタ級軽巡洋艦4隻を含む敵艦隊を発見した。これが、ベララベラ島上陸部隊を護衛していたトーマス・Ｊ・ライアン大佐指揮下のフレッチャー級駆逐艦4隻であった。
伊集院司令官は直ちに集結を令し、敵艦隊（第41駆逐群）を北方へと誘い込むべく行動を起こすも、先の夜間爆撃により日本側の隊列は乱れていた。第938航空隊の零式水上偵察機が照明弾を投下する。三水戦はそれぞれ単独で魚雷を発射するも（時雨8本、磯風7本、浜風8本、漣8本）、全て回避されて命中しなかった。時雨が発射した魚雷は水面から飛び出して航走したので、連合軍に魚雷発射を悟られてしまったという。戦闘中、時雨は魚雷4本を再度発射したが、命中しなかった。
22時59分頃からは夜戦部隊と第41駆逐群の砲戦に移り、23時10分には磯風が単独で二度目の雷撃を行うも、これまた命中した様子はなかった。交戦は23時30分頃まで続き、23時40分に戦場から去っていった。戦場から去る際、磯風は二発の命中弾を受けて負傷者を出し、浜風も被弾損傷した。夜戦部隊はショートランドを経て、8月18日13時30分にラバウルに帰投した。
輸送部隊からは陸軍側大発動艇10、装甲艇1、海軍側大発4が危険を冒してベララベラ島東岸ホラニウ港に突入した。22時30分から第41駆逐群の砲火を受け、第5号駆潜特務艇と第12号駆潜特務艇、大発1隻が沈没した。また、艦載水雷艇1隻が交戦中の0200頃ホラニウ沿岸で座礁し、後刻焼却処分された。また、揚陸地点にいるはずの陸戦隊が見当たらなかったので、いったん退避・避泊のうえ8月19日夜に揚陸を行った。上陸してみると、ベラ湾海戦で乗艦を沈められたあと漂着した陸兵96名がいることがわかった。舟艇部隊は夜間爆撃を受けつつも、ショートランド泊地に帰投した。

## 海戦後
第三水雷戦隊では、この戦闘で「大型駆逐艦又ハ巡洋艦一隻轟沈」し、「駆逐艦二隻ニ命中弾各数発ヲ与」えたと判断したが、実際には第41駆逐群に損害はなかった。時雨に乗艦していた原為一（当時、第27駆逐隊司令）と、磯風の下士官もそれぞれ敵艦の火災を目撃し、雷撃により巡洋艦を撃沈したと報告している。ただし、前述のように対応するアメリカ艦艇は存在しない。日本側は磯風と浜風が小破したものの、戦線を離脱するほどの損害ではなかった。
戦闘経過は昭和天皇にも報告されていた。8月24日の軍令部総長奏上時、ラバウル維持を主張する永野修身軍令部総長に対し、天皇は海軍の戦果の少なさを指摘、さらに「コノ間陸軍ノ大発ヲ護衛シテ行ツタ駆逐艦四隻ガ逃ゲタト云フデハナイカ」と言及する。「魚雷ヲ撃チツクシテ退避シマシタ」と答えると、天皇は「魚雷ダケデハ駄目、モツト近寄テ大砲デデモ打テナイノカ」と指導した。
ホラニウへの輸送は成功した。これを受けて現地日本軍は「ニュージョージア島とコロンバンガラ島の持久維持」「ベララベラ島はホラニウ方面を確保しつつ、好機を見てベララベラ島上陸部隊を撃滅する」という方針を確認した。ただし、南東方面艦隊と第八方面軍は大本営が決定した中部ソロモン諸島極力持久と後退の方針（8月13日、大海指第267号）を知っており、これ以上攻勢を行う意図はなかった。
外南洋部隊（第八艦隊）は、コロンバンガラ島に近いホラニウ港を、舟艇部隊の基地にして前線輸送に活用する意向であったという。ただし輸送任務には成功したものの、連合軍相手ではもはや「焼け石に水」でしかなった。
連合軍上陸部隊が9月上旬から進撃を開始すると、ベララベラ島の戦況は一気に悪化する事となった。ベララベラ島の日本軍は舟艇などによる補給輸送がことごとく妨害され、水上偵察機によってわずかに補給を受けているに過ぎなかった。兵力も圧倒的なアメリカ軍およびニュージーランド軍の圧迫により徐々に減少して、その運命は時間の問題と考えられるようになっていった。

## Ｅ作戦

### 経緯
ソロモン諸島サンタイサベル島の北西端レカタ湾（ガダルカナル島ルンガ泊地まで約250km）には、ガダルカナル島攻防戦時に日本軍が設置した水上機基地があった（昭和17年8月29日、Ｒ方面航空部隊発足）。ニュージョージア島攻防戦当時、ここには第八聯合特別陸戦隊（司令官大田実海軍少将、ニュージョージア島守備隊）より派遣された第七聯合特別陸戦隊司令部（呉鎮守府第七特別陸戦隊）歩兵1個大隊（約300名）が配置されていた。
ニュージョージア島の戦局が悪化した1943年（昭和18年）8月13日時点で、日本軍上層部（大本営陸海軍部、連合艦隊、南東方面艦隊）は中部ソロモン諸島（ニュージョージア島、コロンバンガラ島）からの撤退を決定していた。8月19日、南東方面部隊指揮官（草鹿任一中将）はニュージョージア島方面作戦指導要領を決定、この中でレカタ基地配備の第七聯合特別陸戦隊をチョイスル島とブインに転用することが決まった。これを「Ｅ作戦」と呼称する。

### 参加艦艇
○指揮官　外南洋部隊増援部隊指揮官伊集院松治大佐（第三水雷戦隊司令官）
- 輸送隊（8月25日から26日、全力出撃時）指揮官　第17駆逐隊司令
  - 第17駆逐隊（駆逐隊司令宮嵜俊男大佐）：陽炎型駆逐艦浜風、陽炎型駆逐艦磯風[72]
  - 第27駆逐隊（駆逐隊司令原為一大佐）：白露型駆逐艦時雨
- 陽動隊
  - 軽巡洋艦川内（三水戦旗艦、伊集院司令官直率）
  - 吹雪型駆逐艦漣、神風型駆逐艦松風

### 作戦経過
8月22日の撤退作戦は、駆逐艦複数隻（浜風、磯風、時雨）で実施された。0130にラバウルを出撃する。午後3時頃、ブーゲンビル島北方を航行中にB-24重爆に触接される。夜になりチョイセル島北方海面を航行中、偵察機より「敵巡洋艦4隻、駆逐艦数隻レカタ湾口にあり」の報告を受けた。敵艦隊に北上の気配があったことや、天候不良もあり、宮崎司令は輸送作戦の中止を決断した。輸送部隊はラバウルに帰投した。
輸送作戦の中止をうけて、外南洋部隊指揮官鮫島具重海軍中将（第八艦隊司令長官、ブーゲンビル島のブイン所在）は増援部隊（第三水雷戦隊）全力による輸送を命じた。8月25日0200、増援部隊（第三水雷戦隊）はラバウルを出撃する。1730、ブーゲンビル海峡北口で陽動隊（川内、漣）と輸送隊（浜風、磯風、時雨）および松風は分離し、陽動隊はショートランド島南方を機宜行動した。分離した松風はブイン～ラバウル間の輸送に従事した。この時、先のベラ湾夜戦で遭難した第4駆逐隊司令杉浦嘉十大佐と沈没艦（萩風、嵐、江風）生存者を収容している。
輸送部隊はブーゲンビル島北側を南下し、サンタイサベル島へむかった。8月26日0045、輸送隊はレカタ基地に到着した。揚陸中に夜間空襲をうけ、時雨は至近弾を受けた。陸戦隊員を収容して後、0145に泊地を出発する。輸送隊はブイン帰投予定だったが、連合軍機の活動状況からブイン入港をとりやめる。帰路、ブーゲンビル島沖合で輸送部隊をB-24重爆9機の襲撃を受ける。浜風が至近弾により損傷、機関部に浸水被害があり、便乗中の呉第七特別陸戦隊の司令を含めて戦死傷者を出した。陽動隊は26日1200、輸送部隊は27日0515、それぞれラバウルに帰投した。時雨座乗の第27駆逐隊司令原為一大佐は「まったくらくな仕事ではない」と回想している。
輸送隊が運んだ人員は、今度は川内と漣でラバウルからブインに移動、つづいてチョイスル島スンビ守備隊となった。本作戦で損傷した浜風は内地に帰投する。磯風と時雨はその後も第三水雷戦隊司令官の指揮下にあり、ソロモン諸島での作戦に従事した。